# Liste des châteaux de Saxe-Anhalt

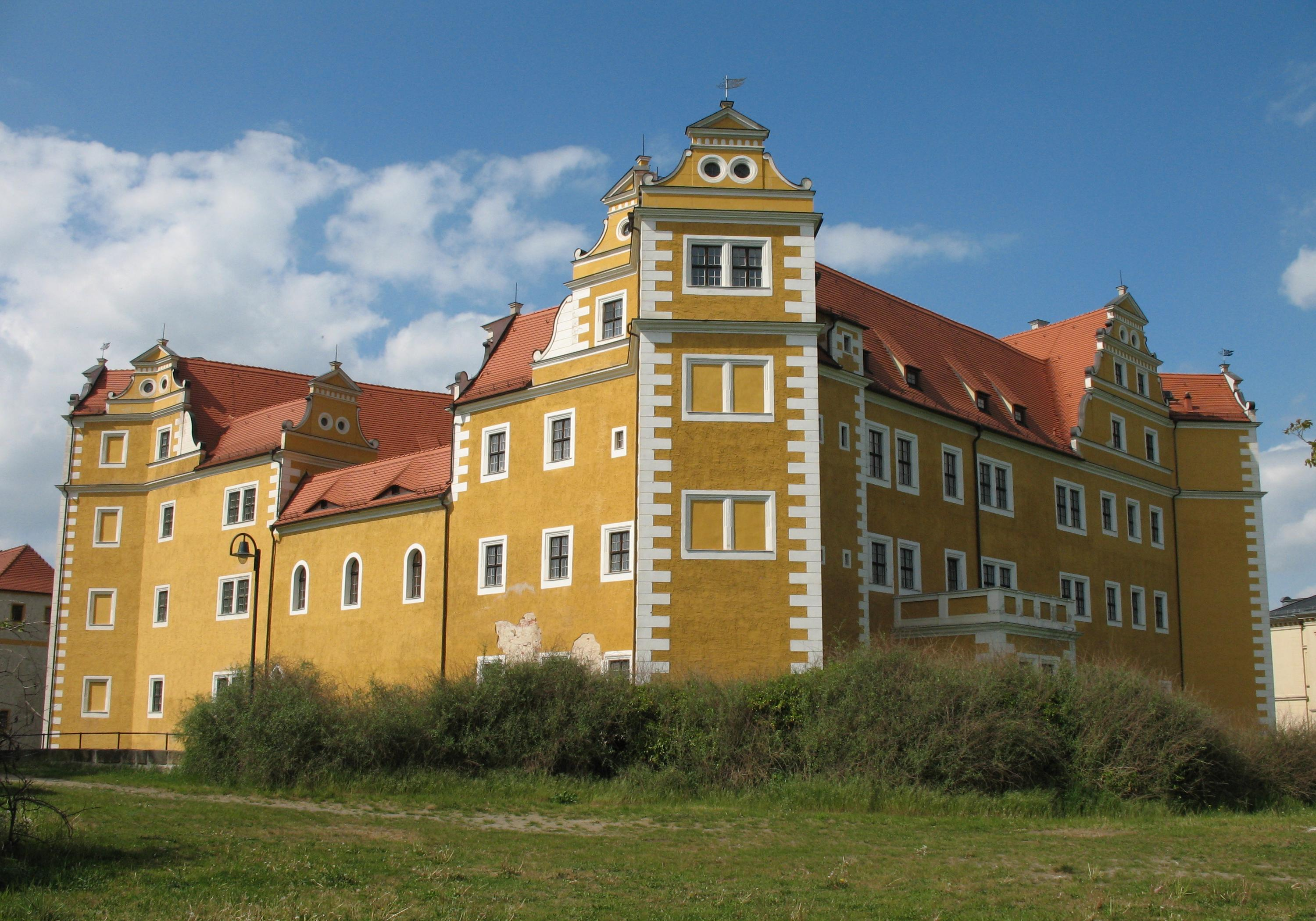
Château d'Annaburg.

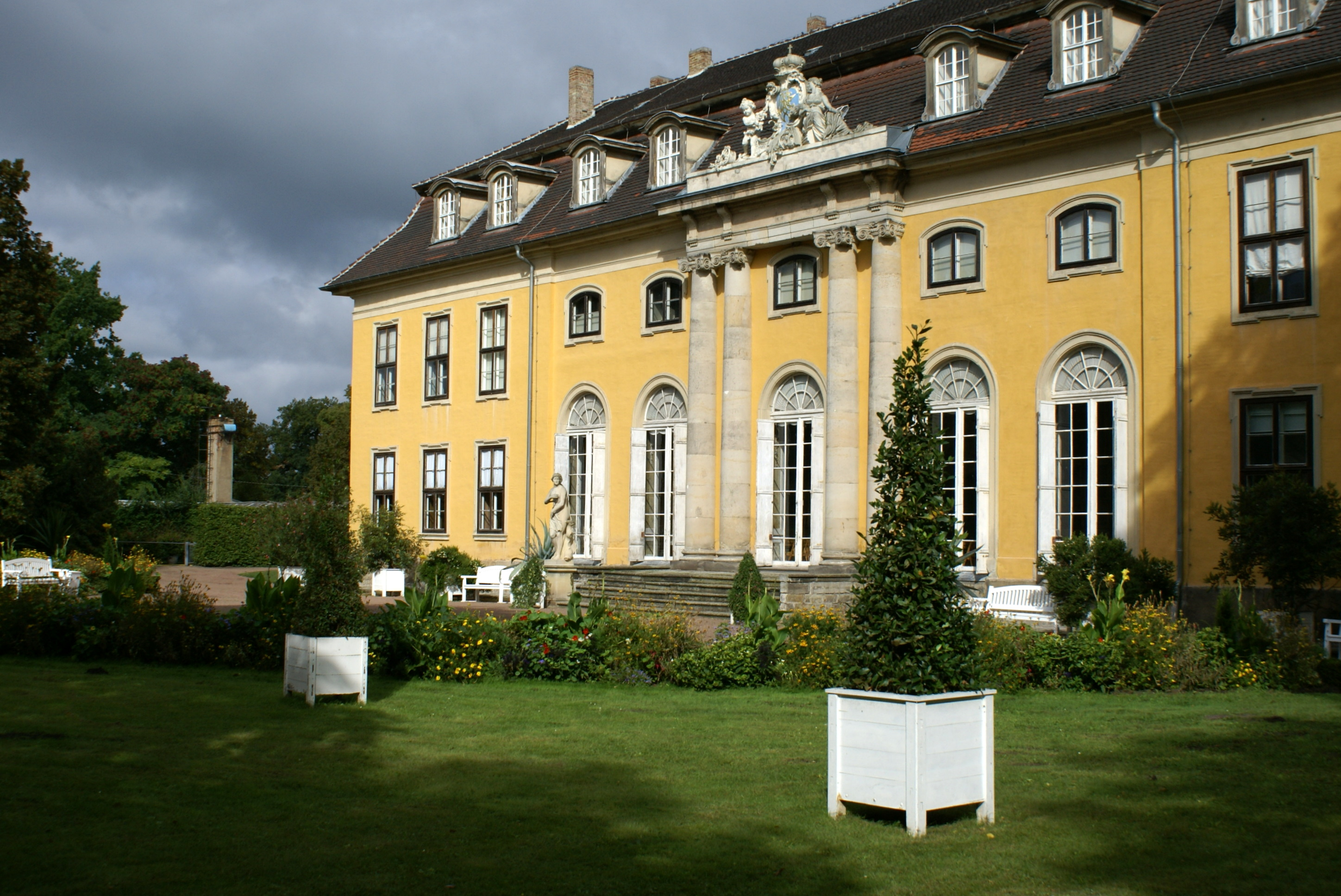
Façade du château de Mosigkau donnant sur le parc

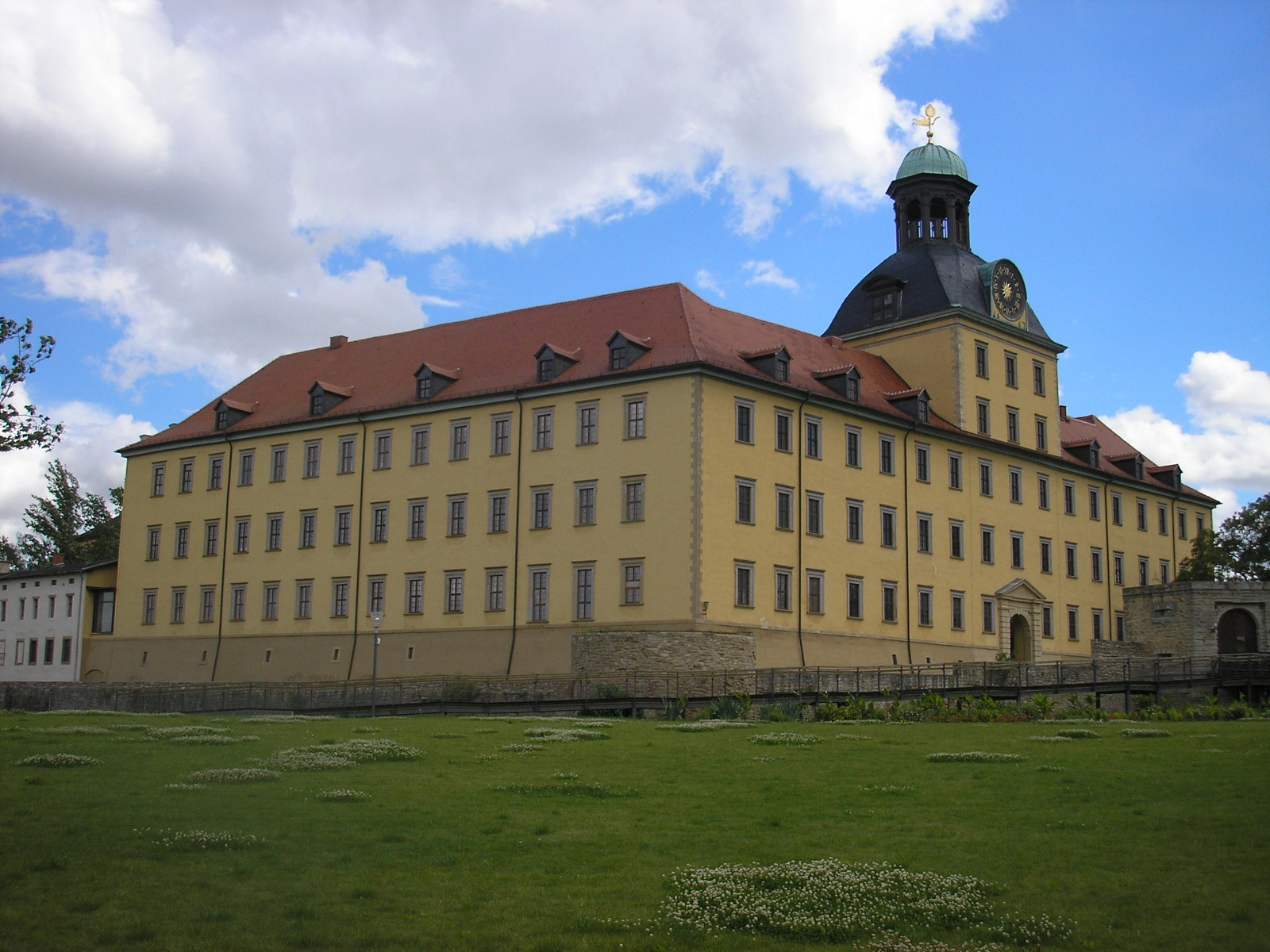
Citadelle baroque de Moritzburg

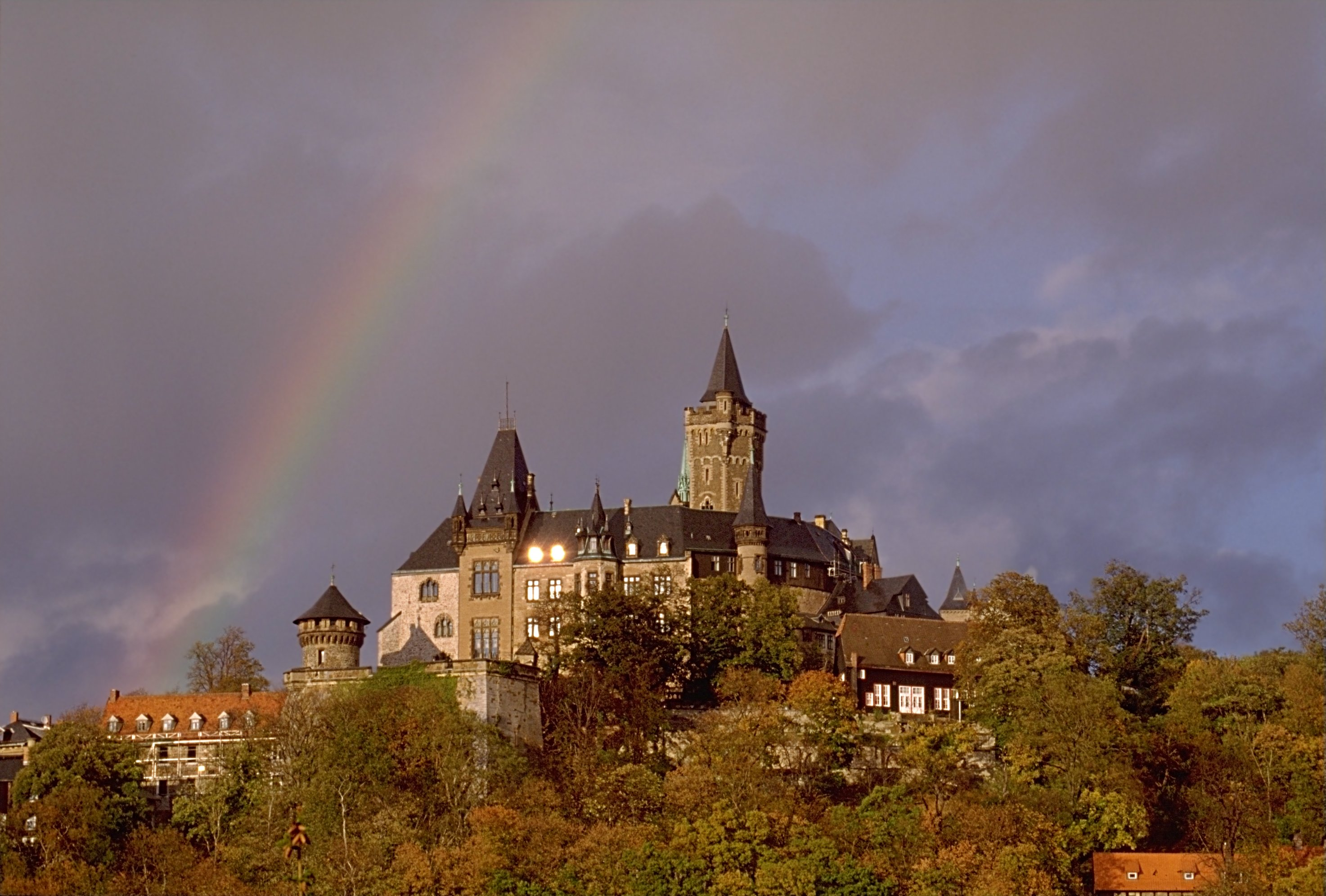
Vue du château de Wernigerode.

Le Land de Saxe-Anhalt en Allemagne est réputé pour ses châteaux, des châteaux forts aux châteaux baroques ou néoclassiques. On peut distinguer les châteaux suivants :  
- Château d'Altenhausen, logis seigneurial Renaissance
- Château d'Ampfurth, petit château Renaissance
- Château d'Angern, château du XVIIIe siècle
- Château d'Annaburg, château Renaissance
- Château de Bahrendorf, château néobaroque
- Château de Beesenstedt, fin XIXe siècle
- Château de Bernburg, château fort Renaissance
- Château de Blankenburg, château baroque
- Château de Burgscheidungen, château baroque
- Château de Dretzel, manoir du début du XIXe siècle
- Château de Droyssig, château fort
- Château d'Erxleben, XIIIe et XVIe siècles
- Château Georgium, château néoclassique
- Château Hohenthurm, château fort
- Château de Hundisburg, château baroque
- Château d'Ilsenburg, néoromantique
- Château de Letzlingen, château néogothique, rendez-vous de chasse des Hohenzollern
- Château Luisium, pavillon de plaisance néoclassique
- Château de Mansfeld, château néogothique sur les fondations d'un château fort
- Château de Moritzburg (Zeitz), château baroque fortifié
- Château de Mosigkau, château baroque
- Château Neu-Augustusburg, XVIIIe siècle
- Château de Neuenburg, XIe et XVIIe siècles
- Château d'Oranienbourg, XVIIe et XVIIIe siècles
- Château de Parchen, château néoclassique
- Château de Randau, reconstruit à la fin du XIXe siècle
- Château de Rossla, château néoclassique
- Château de Schkopau, château Renaissance
- Château de Seggerde, château néobaroque du XIXe siècle
- Château de Stolberg, XVIe siècle
- Château de Wettin, XIe et XVIIe siècles
- Château de Wernigerode, château néogothique